# Borek (rejon szeptycki)
Borek (ukr. Борок, Borok) – wieś na Ukrainie, w obwodzie lwowskim, w rejonie szeptyckim.
Do 2024 w rejonie czerwonogrodzkim.